# Błażejów
Błażejów (deutsch Blasdorf b. Schömberg; 1935–1945 Tannengrund) ist ein Ortsteil der Stadt- und Landgemeinde Lubawka (Liebau) im Powiat Kamiennogórski der Woiwodschaft Niederschlesien in Polen. In unmittelbarer Nähe verläuft die Landesgrenze zu Tschechien, das über den Grenzübergang Lubawka–Královec erreicht wird.

## Geographische Lage
Błażejów liegt im Rabengebirge, westlich von Chełmsko Śląskie (Schömberg), von wo es über eine Seitenstraße erreicht wird. Nachbarorte sind Jawiszów (Kleinhennersdorf) und Krzeszów (Grüssau)  im Norden, Krzeszówek (Neuen), Gorzeszów (Görtelsdorf)  und Kochanów (Trautliebersdorf) im Nordosten, Różana (Rosenau) und Mieroszów (Friedland) im Osten, Uniemyśl (Berthelsdorf) und Okrzeszyn (Altendorf) im Süden sowie Ulanowice-Podlesie (Ullersdorf)  im Nordwesten. Jenseits der Grenze zu Tschechien liegen Bečkov (Potschendorf) und Bernartice (Berndorf)  im Südwesten und Královec (Königshan) im Westen.

## Geschichte
Blasdorf gehörte zunächst zum Trautenauer Gebiet in Böhmen. Die erste urkundliche Erwähnung stammt aus dem Jahre 1288, als der Ritter Witiko von Aupa / Alt Trautenau die Orte „Blaseysdorff“, „Merkelinsdorff“ und „Caczbach“ (Katzbach; Kratzbach) dem Herzog Bolko I. verkaufte, der sie 1289 der damaligen Benediktinerpropstei Grüssau schenkte, die zum böhmischen Kloster Opatowitz gehörte. Nachdem der Opatowitzer Abt Tschaska 1289 die Grüssauer Propstei aufgab und das zu ihr gehörende Gebiet im selben Jahr dem Herzog Bolko verkaufte, gelangte Blasdorf an das Herzogtum Schweidnitz. Mit der Stiftungsurkunde von 1292 übertrug Bolko die Dörfer „Blaseysdorff“ und „Caczbach“ dem von ihm neu gegründeten Zisterzienserkloster Grüssau, mit dem Blasdorf bis zur Säkularisation des Klosterguts 1810 verbunden blieb. Nach dem Tod des Herzogs Bolko II. gelangte Blasdorf zusammen mit dem Herzogtum Schweidnitz 1368 erbrechtlich an die Krone Böhmen, wobei Bolkos Witwe Agnes von Habsburg bis zu ihrem Tod 1392 ein Nießbrauch zustand.
Nach dem Ersten Schlesischen Krieg fiel Blasdorf 1742 zusammen mit dem größten Teil Schlesiens an Preußen. 1747 lebten in Blasdorf 33 Bauern und 79 Häusler, darunter 14 Handwerker. Nach der Säkularisation des Klosterguts wurde Blasdorf 1810 königliches Eigentum. Nach der Neugliederung Preußens 1815 gehörte Blasdorf zur Provinz Schlesien und war ab 1816 dem Landkreis Landeshut eingegliedert, mit dem es bis 1945 verbunden blieb. Es bildete eine eigene Landgemeinde und gehörte seit 1874 zum Amtsbezirk Voigsdorf, der 1931 in Amtsbezirk Erlendorf umbenannt wurde. 1840 bestand Blasdorf aus 104 Gebäuden, darunter eine Schule, sowie je eine Stärke- und Walkmühle. Von wirtschaftlicher Bedeutung war neben der Land- und Forstwirtschaft bis zur Mitte des 19. Jahrhunderts die Hausweberei. Später fanden die Menschen Arbeit in den mechanischen Webereien in Schömberg. 1896 erhielt Blasdorf Anschluss an der Ziedertalbahn, die 1899 bis nach Albendorf (Okrzeszyn) verlängert wurde. 1935 wurde Blasdorf in Tannengrund umbenannt. 1939 lebten 410 Einwohner in Blasdorf/Tannengrund.
Nach dem  Zweiten Weltkrieg wurde Blasdorf/Tannendorf 1945 von der sowjetischen Besatzungsmacht wie fast ganz Schlesien unter polnische Verwaltung gestellt.  Die Ortschaft erhielt den polnischen Namen Błażejów. Die deutsche Bevölkerung wurde vertrieben. Die neu angesiedelten Bewohner waren teilweise Zwangsumgesiedelte aus Ostpolen, das an die Sowjetunion gefallen war. Durch die Schließung der Grenze zur damalige Tschechoslowakei und die Einstellung des Personenverkehrs auf der Bahnstrecke 1954 geriet Błażejów in eine abgelegene Lage, so dass zahlreiche der neu angesiedelten Menschen den Ort wieder verließen. Dadurch wurden mehrere Häuser dem Verfall preisgegeben. Bis 1959 wurden noch Güter auf der Bahnstrecke bis Okrzeszyn befördert. 1973 erfolgte die Demontage der Bahngleise. 1975–1998 gehörte Błażejów zur Woiwodschaft Jelenia Góra.

## Bevölkerungsentwicklung
| Jahr | Einwohner | Anmerkungen |
| ---- | --------- | ----------- |
| 1933 | 379       | [ 4 ]       |
| 1939 | 401       | [ 4 ]       |